# Campionato americano maschile di pallacanestro 2013
Il 16º Campionato americano maschile di pallacanestro FIBA (noto anche come FIBA Americas Championship 2013) si è svolto dal 30 agosto all'11 settembre 2013 a Caracas, in Venezuela.
I Campionati americani maschili di pallacanestro sono una manifestazione biennale tra le squadre nazionali organizzato dalla FIBA Americas e questa edizione valeva come qualificazione per il Mondiale 2014, al quale accedono le prime quattro squadre classificate. Proprio per questo motivo la nazionale degli Stati Uniti ha scelto di non partecipare in quanto già qualificata.

## Squadre partecipanti
| Gruppo A                                             | Gruppo B                                                       |
| ---------------------------------------------------- | -------------------------------------------------------------- |
| - Uruguay - Porto Rico - Canada - Brasile - Giamaica | - Messico - Rep. Dominicana - Venezuela - Paraguay - Argentina |

## Turno preliminare

### Gruppo A
| Pos. | Squadra    | Pt | G | V | P | PF  | PS  | DP  |
| ---- | ---------- | -- | - | - | - | --- | --- | --- |
| 1.   | Porto Rico | 8  | 4 | 4 | 0 | 336 | 283 | +53 |
| 2.   | Canada     | 7  | 4 | 3 | 1 | 336 | 276 | +66 |
| 3.   | Uruguay    | 6  | 4 | 2 | 2 | 283 | 325 | -42 |
| 4.   | Giamaica   | 5  | 4 | 1 | 3 | 290 | 317 | -27 |
| 5.   | Brasile    | 4  | 4 | 0 | 4 | 276 | 320 | -44 |

#### Risultati
| Arbitri: | Lauren Bass Alejandro Chiti Reynaldo Mercedes |

|          |          |                   |
| Uter 14  | Punti    | 17 Heslip, Joseph |
| Ennis 6  | Assist   | 10 Joseph         |
| Jordan 8 | Rimbalzi | 12 Thompson       |

| Arbitri: | Anthony Jordan José Reyes Roberto Oliveros |

|            |          |                       |
| Balkman 24 | Punti    | 16 Marcelinho Huertas |
| Barea 4    | Assist   | 5 Marcelinho Huertas  |
| Holland 9  | Rimbalzi | 9 Guilherme           |

| Arbitri: | Reynaldo Mercedes José Reyes Americo Rodríguez |

|            |          |            |
| Batista 22 | Punti    | 19 Samuels |
| García 4   | Assist   | 4 Ennis    |
| Batista 14 | Rimbalzi | 8 Uter     |

| Arbitri: | Pablo Estevez Eddie Viator Roberto Oliveros |

|              |          |                 |
| Nicholson 21 | Punti    | 20 Arroyo       |
| Joseph 9     | Assist   | 4 Arroyo, Barea |
| Thompson 3   | Rimbalzi | 11 Balkman      |

| Arbitri: | Reynaldo Mercedes Anthony Jordan Alejandro Chiti |

|                       |          |           |
| Guilherme 20          | Punti    | 28 Joseph |
| Marcelinho Huertas 10 | Assist   | 4 Joseph  |
| Guilherme 10          | Rimbalzi | 9 Joseph  |

| Arbitri: | Pablo Estevez Roberto Oliveros Americo Rodríguez |

|                    |          |                     |
| Arroyo, Galindo 19 | Punti    | 17 García           |
| Arroyo 8           | Assist   | 3 quattro giocatori |
| Balkman 8          | Rimbalzi | 5 quattro giocatori |

| Arbitri: | Reynaldo Mercedes Alejandro Chiti Lauren Bass |

|            |          |           |
| Samuels 24 | Punti    | 24 Barea  |
| Scott 7    | Assist   | 4 Arroyo  |
| Jordan 9   | Rimbalzi | 9 Balkman |

| Arbitri: | Pablo Estevez José Reyes Roberto Oliveros |

|             |          |                      |
| Batista 22  | Punti    | 20 Guilherme         |
| Fitipaldo 4 | Assist   | 5 Marcelinho Huertas |
| Batista 13  | Rimbalzi | 10 Guilherme         |

| Arbitri: | Eddie Viator Juan García Americo Rodríguez |

|                        |          |            |
| Benite, Caio Torres 12 | Punti    | 21 Samuels |
| Marcelinho Huertas 13  | Assist   | 2 Scott    |
| João Paulo 10          | Rimbalzi | 8 Samuels  |

| Arbitri: | Reynaldo Mercedes Alejandro Chiti José Reyes |

|              |          |              |
| Nicholson 18 | Punti    | 18 Fitipaldo |
| Thompson 7   | Assist   | 5 Mazzarino  |
| Joseph 7     | Rimbalzi | 5 García     |

### Gruppo B
| Pos. | Squadra         | Pt | G | V | P | PF  | PS  | DP  |
| ---- | --------------- | -- | - | - | - | --- | --- | --- |
| 1.   | Argentina       | 7  | 4 | 3 | 1 | 342 | 300 | +42 |
| 2.   | Messico         | 7  | 4 | 3 | 1 | 315 | 280 | +35 |
| 3.   | Venezuela       | 6  | 4 | 2 | 2 | 272 | 277 | -5  |
| 4.   | Rep. Dominicana | 6  | 4 | 2 | 2 | 300 | 281 | +19 |
| 5.   | Paraguay        | 4  | 4 | 0 | 4 | 249 | 340 | -91 |

#### Risultati
| Arbitri: | Cristiano Maranho Eddie Viator Andreia Silva |

|               |          |           |
| Campazzo 13   | Punti    | 23 Araújo |
| Fernández 6   | Assist   | 2 Araújo  |
| Delía, Mata 7 | Rimbalzi | 7 Fabio   |

| Arbitri: | Jorge Vázquez Stephen Seibel Michael Weiland |

|                    |          |         |
| Bethelmy, Smith 10 | Punti    | 22 Ayón |
| Guillént 3         | Assist   | 4 Ayón  |
| Bethelmy 9         | Rimbalzi | 18 Ayón |

| Arbitri: | Anthony Jordan Cristiano Maranho Jorge Vázquez |

|                 |          |                        |
| Feldeine 21     | Punti    | 13 Scola, Laprovíttola |
| tre giocatori 3 | Assist   | 5 Mata, Campazzo       |
| Martínez 13     | Rimbalzi | 7 Scola                |

| Arbitri: | Juan García Héctor Uslenghi Andreia Silva |

|                     |          |          |
| Araújo 22           | Punti    | 15 Sucre |
| Vallejos, Peralta 2 | Assist   | 5 Smith  |
| Fabio 9             | Rimbalzi | 9 Sucre  |

| Arbitri: | Lauren Bass Stephen Seibel Michael Weiland |

|                  |          |                   |
| Méndez-Valdez 17 | Punti    | 11 Fabio, Mellone |
| Meza 3           | Assist   | 2 tre giocatori   |
| Mata 10          | Rimbalzi | 7 Araújo          |

| Arbitri: | Cristiano Maranho Jorge Vázquez Héctor Uslenghi |

|                    |          |             |
| Smith 19           | Punti    | 19 Feldeine |
| Smith, J. Vargas 3 | Assist   | 2 Feldeine  |
| Smith 7            | Rimbalzi | 12 Martínez |

| Arbitri: | Anthony Jordan Andreia Silva Cristiano Maranho |

|             |          |                  |
| Martínez 16 | Punti    | 26 Méndez-Valdez |
| Coronado 4  | Assist   | 5 Méndez-Valdez  |
| Martínez 7  | Rimbalzi | 11 Mata          |

| Arbitri: | Eddie Viator Juan García Michael Weiland |

|             |          |             |
| Campazzo 18 | Punti    | 14 Pérez    |
| Campazzo 7  | Assist   | 5 G. Vargas |
| Scola 12    | Rimbalzi | 13 Smith    |

| Arbitri: | Michael Weiland Lauren Bass Hector Uslenghi |

|                  |          |                     |
| Araújo 26        | Punti    | 16 Towns            |
| tre giocatori 2  | Assist   | 2 quattro giocatori |
| Fabio, Mellone 5 | Rimbalzi | 9 Santana           |

| Arbitri: | Stephen Seibel Cristiano Maranho Jorge Vázquez |

|                   |          |             |
| Hernández 21      | Punti    | 25 Scola    |
| Gutiérrez, Ayón 3 | Assist   | 9 Campazzo  |
| Ayón 10           | Rimbalzi | 7 Gutiérrez |

## Seconda fase
Le prime quattro classificate dei gruppi A e B sono avanzate al gruppo unico da otto squadre dei quarti di finale. Ogni squadra ha affrontato le quattro squadre provenienti dall'altro gruppo. I punti in classifica della fase a gironi sono stati mantenuti.
Le prime quattro classificate del gruppo unico si sono qualificate per le semifinali.
| Pos. | Squadra         | Pt | G | V | P | PF  | PS  | DP   |
| ---- | --------------- | -- | - | - | - | --- | --- | ---- |
| 1.   | Messico         | 12 | 7 | 5 | 2 | 548 | 525 | +23  |
| 2.   | Rep. Dominicana | 12 | 7 | 5 | 2 | 561 | 523 | +38  |
| 3.   | Porto Rico      | 12 | 7 | 5 | 2 | 587 | 548 | +35  |
| 4.   | Argentina       | 11 | 7 | 4 | 3 | 564 | 545 | +19  |
| 5.   | Venezuela       | 11 | 7 | 4 | 3 | 511 | 501 | +10  |
| 6.   | Canada          | 10 | 7 | 3 | 4 | 534 | 499 | +35  |
| 7.   | Uruguay         | 8  | 7 | 1 | 6 | 482 | 584 | -102 |
| 8.   | Giamaica        | 8  | 7 | 1 | 6 | 527 | 589 | -62  |

### Risultati
| Arbitri: | Juan García José Reyes Andreia Silva |

|             |          |                |
| Feldeine 22 | Punti    | 21 Scott       |
| Báez 4      | Assist   | 2 Scott, Ewing |
| Báez 10     | Rimbalzi | 8 Scott        |

| Arbitri: | Cristiano Maranho Alejandro Chiti Roberto Oliveros |

|                  |          |             |
| Méndez-Valdez 23 | Punti    | 21 Heslip   |
| Stoll 5          | Assist   | 6 Joseph    |
| Ayón 11          | Rimbalzi | 12 Thompson |

| Arbitri: | Anthony Jordan Eddie Viator Stephen Seibel |

|               |          |            |
| Scola 23      | Punti    | 23 Balkman |
| Campazzo 8    | Assist   | 5 Arroyo   |
| Scola, Mata 8 | Rimbalzi | 6 Balkman  |

| Arbitri: | Pablo Estevez Reynaldo Mercedes Lauren Bass |

|          |          |                    |
| Pérez 14 | Punti    | 18 Mazzarino       |
| Smith 5  | Assist   | 3 Bavosi           |
| Smith 8  | Rimbalzi | 6 Calfani, Newsome |

| Arbitri: | Reynaldo Mercedes Héctor Uslenghi Andreia Silva |

|         |          |                   |
| Rose 21 | Punti    | 26 Scola          |
| Ennis 2 | Assist   | 4 Scola, Campazzo |
| Uter 11 | Rimbalzi | 8 Scola           |

| Arbitri: | Eddie Viator Stephen Seibel Americo Rodríguez |

|             |          |              |
| Batista 25  | Punti    | 17 Ayón      |
| Fitipaldo 4 | Assist   | 6 Stoll      |
| Batista 19  | Rimbalzi | 10 Hernández |

| Arbitri: | Jorge Vázquez Juan García Juan García (ESP), Alejandro Chiti (ARG) |

|                        |          |                      |
| Joseph 14              | Punti    | 13 Colmenares        |
| Doornekamp, Thompson 3 | Assist   | 3 Smith, J. Vargas 3 |
| Thompson 20            | Rimbalzi | 6 Smith              |

| Arbitri: | Pablo Estevez Cristiano Maranho Roberto Oliveros |

|           |          |             |
| Arroyo 22 | Punti    | 21 Martínez |
| Arroyo 6  | Assist   | 6 Báez      |
| Balkman 7 | Rimbalzi | 11 Martínez |

| Arbitri: | Pablo Estevez Stephen Seibel Roberto Oliveros |

|                 |          |           |
| Hernández 25    | Punti    | 24 Jordan |
| Méndez-Valdez 7 | Assist   | 4 Scott   |
| Hernández 5     | Rimbalzi | 6 Jordan  |

| Arbitri: | Jorge Vázquez Juan García Michael Weiland |

|            |          |              |
| Scola 17   | Punti    | 14 Mazzarino |
| Campazzo 7 | Assist   | 5 Fitipaldo  |
| Mata 10    | Rimbalzi | 11 Batista   |

| Arbitri: | Cristiano Maranho Eddie Viator Héctor Uslenghi |

|                    |          |                        |
| Feldeine 20        | Punti    | 29 Nicholson           |
| cinque giocatori 2 | Assist   | 4 Joseph               |
| Vargas 5           | Rimbalzi | 6 Doornekamp, Thompson |

| Arbitri: | Anthony Jordan Alejandro Chiti José Reyes |

|          |          |            |
| Smith 26 | Punti    | 30 Barea   |
| Smith 5  | Assist   | 6 Barea    |
| Smith 13 | Rimbalzi | 12 Balkman |

| Arbitri: | Stephen Seibel Alejandro Chiti Roberto Oliveros |

|                 |          |             |
| Batista 23      | Punti    | 17 Martínez |
| tre giocatori 3 | Assist   | 4 Báez      |
| Batista 13      | Rimbalzi | 12 Martínez |

| Arbitri: | Eddie Viator Juan García José Reyes |

|              |          |            |
| Joseph 19    | Punti    | 28 Scola   |
| Doornekamp 3 | Assist   | 8 Campazzo |
| Thompson 10  | Rimbalzi | 7 Scola    |

| Arbitri: | Cristiano Maranho Anthony Jordan Héctor Uslenghi |

|             |          |           |
| Ayuso 17    | Punti    | 13 Alonzo |
| Rodríguez 7 | Assist   | 5 Meza    |
| Clemente 9  | Rimbalzi | 10 Mata   |

| Arbitri: | Pablo Estevez Jorge Vázquez Reynaldo Mercedes |

|                |          |                     |
| Ewing 16       | Punti    | 23 Romero           |
| Rose, Scott 4  | Assist   | 4 G. Vargas, Romero |
| Uter, Jordan 6 | Rimbalzi | 8 J. Vargas         |

## Fase finale
|  | Semifinali      | Semifinali      | Semifinali |            |         | Finale          | Finale          | Finale          |  |
|  |                 |                 |            |            |         |                 |                 |                 |  |
|  | Messico         | Messico         | 76         |            |         |                 |                 |                 |  |
|  | Messico         | Messico         | 76         |            |         |                 |                 |                 |  |
|  | Argentina       | Argentina       | 70         |            |         |                 |                 |                 |  |
|  | Argentina       | Argentina       | 70         |            | Messico | Messico         | 91              |                 |  |
|  |                 |                 |            |            | Messico | Messico         | 91              |                 |  |
|  |                 |                 | Porto Rico | Porto Rico | 89      |                 |                 |                 |  |
|  | Rep. Dominicana | Rep. Dominicana | Porto Rico | Porto Rico | 89      | 67              |                 |                 |  |
|  | Rep. Dominicana | Rep. Dominicana |            |            |         | 67              |                 |                 |  |
|  | Porto Rico      | Porto Rico      | 79         |            |         | Finale 3º posto | Finale 3º posto | Finale 3º posto |  |
|  | Porto Rico      | Porto Rico      | 79         |            |         |                 |                 |                 |  |
|  |                 |                 |            |            |         |                 |                 |                 |  |
|  |                 |                 |            |            |         | Argentina       | Argentina       | 103             |  |
|  |                 |                 |            |            |         | Argentina       | Argentina       | 103             |  |
|  |                 |                 |            |            |         | Rep. Dominicana | Rep. Dominicana | 93              |  |

### Semifinali
| Arbitri: | Cristiano Maranho Eddie Viator Juan García |

|                 |          |          |
| Ayón 24         | Punti    | 18 Scola |
| tre giocatori 3 | Assist   | 5 Scola  |
| Ayón 12         | Rimbalzi | 8 Scola  |

| Arbitri: | Anthony Jordan Stephen Seibel Michael Weiland |

|             |          |            |
| Báez 12     | Punti    | 20 Arroyo  |
| Martínez 12 | Assist   | 8 Barea    |
| Sosa 4      | Rimbalzi | 14 Balkman |

### Finali
- 3º posto

| Arbitri: | Anthony Jordan Eddie Viator Stephen Seibel |

|              |          |             |
| Sosa 20      | Punti    | 31 Campazzo |
| Báez, Sosa 3 | Assist   | 11 Campazzo |
| Martínez 18  | Rimbalzi | 9 Scola     |

- 1º posto

| Arbitri: | Pablo Estévez Reynaldo Mercedes Juan García |

|                  |          |             |
| Arroyo 23        | Punti    | 23 Harris   |
| Barea 4          | Assist   | 4 Gutiérrez |
| Balkman, Barea 5 | Rimbalzi | 16 Ayón     |

## Classifica finale
| Campione d'America | Campione d'America | Campione d'America |
| --- | ------------------ | --- |
| Messico4 Stoll, 5 Harris, 6 Martínez, 7 Gutiérrez, 8 Ayón, 9 González, 10 Alonzo, 11 Meza, 12 Hernández, 13 Méndez-Valdez, 14 Mata, 15 Benítez, All. Sergio Valdeolmillos |                    | |
| Argento | Porto Rico         | Porto Rico4 Clemente, 5 Barea, 6 Holland, 7 Arroyo, 8 Rodríguez, 9 Chaney, 10 Ayuso, 11 Sánchez, 12 Villafañe, 13 Balkman, 14 Galindo, 15 Santiago, All. Paco Olmos                         |
| Bronzo | Argentina          | Argentina4 Scola, 5 Fernández, 6 Mata, 7 Campazzo, 8 Laprovíttola, 9 Gutiérrez, 10 Boccia, 11 Espinoza, 12 Delía, 13 Bortolín, 14 Mainoldi, 15 Safar, All. Julio Lamas                      |
| 4. | Rep. Dominicana    | Rep. Dominicana4 Sosa, 5 Fortuna, 6 Coronado, 7 Greer, 8 Santana, 9 García, 10 Feldeine, 11 Vargas, 12 Towns, 13 Báez, 14 Ramón, 15 Martínez, All. Orlando Antigua                          |
| 5. | Venezuela          | Venezuela4 Marriaga, 5 G. Vargas, 6 Guillént, 7 Smith, 8 Cubillán, 9 Colmenares, 10 J. Vargas, 11 Bethelmy, 12 Romero, 13 Sucre, 14 Pérez, 15 Graterol, All. Néstor García                  |
| 6. | Canada             | Canada4 Anderson, 5 C. Joseph, 6 D. Joseph, 7 Nicholson, 8 Cadougan, 9 Shepherd, 10 Rautins, 11 Doornekamp, 12 Heslip, 13 Thompson, 14 Kendall, 15 Anthony, All. Jay Triano                 |
| 7. | Uruguay            | Uruguay4 Cabot, 5 Fitipaldo, 6 Taboada, 7 Calfani, 8 Mazzarino, 9 Vázquez, 10 García Morales, 11 Newsome, 12 Bavosi, 13 Wachsmann, 14 Izaguirre, 15 Batista, All. Pablo López               |
| 8. | Giamaica           | Giamaica4 Ennis, 5 Uter, 6 Ewing, 7 Blair, 8 Efejuku Rose, 9 A. Scott, 10 D. Scott, 11 Jordan, 12 Walker, 13 Forbes, 14 Samuels, 15 Fernandez, All. Sam Vincent                             |
| 9. | Brasile            | Brasile4 Arthur, 5 Rafael Luz, 6 Raulzinho, 7 Taylor, 8 Benite, 9 Marcelinho Huertas, 10 Alex, 11 Hettsheimeir, 12 Guilherme, 13 Caio Torres, 14 Felício, 15 João Paulo, All. Rubén Magnano |
| 10. | Paraguay           | Paraguay4 Ljubetich, 5 Bareiro, 6 Vallejos, 7 Dose, 8 Sánchez, 9 Mellone, 10 Peralta, 11 Araújo, 12 Fabio, 13 Ortiz, 14 González, 15 López, All. Ariel Rearte                               |

## Statistiche

### Individuali
Punti
| Pos. | Nome             | title="Points Per Game = Punti per partita">PPG |
| ---- | ---------------- | ----------------------------------------------- |
| 1    | Guillermo Araújo | 21,3                                            |
| 2    | Luis Scola       | 18,8                                            |
| 3    | Renaldo Balkman  | 18,7                                            |
| 4    | Gustavo Ayón     | 17,5                                            |
| 5    | Esteban Batista  | 16,8                                            |

Rimbalzi
| Pos. | Nome             | title="Rebounds Per Game = Rimbalzi per partita">RPG |
| ---- | ---------------- | ---------------------------------------------------- |
| 1    | Esteban Batista  | 10,4                                                 |
| 2    | Tristan Thompson | 10,0                                                 |
| 3    | Jack Martínez    | 9,4                                                  |
| 4    | Gustavo Ayón     | 9,2                                                  |
| 5    | Renaldo Balkman  | 8,9                                                  |

Assist
| Pos. | Nome               | title="Assists Per Game = Punti per partita">APG |
| ---- | ------------------ | ------------------------------------------------ |
| 1    | Marcelinho Huertas | 6,5                                              |
| 2    | Facundo Campazzo   | 6,2                                              |
| 3    | Cory Joseph        | 4,4                                              |
| 4    | José Barea         | 4,2                                              |
| 5    | Carlos Arroyo      | 4,1                                              |

Palle rubate
| Pos. | Nome             | title="Steals Per Game = Rubate per partita">SPG |
| ---- | ---------------- | ------------------------------------------------ |
| 1    | Renaldo Balkman  | 2,8                                              |
| 2    | Donta Smith      | 2,1                                              |
| 3    | Akeem Scott      | 1,8                                              |
| 4    | Facundo Campazzo | 1,7                                              |
| 5    | Carlos Arroyo    | 1,7                                              |

Stoppate
| Pos. | Nome             | title="Blocks Per Game = Stoppate per partita">BPG |
| ---- | ---------------- | -------------------------------------------------- |
| 1    | Gustavo Ayón     | 1,4                                                |
| 2    | Renaldo Balkman  | 1,4                                                |
| 3    | Miguel Marriaga  | 1,3                                                |
| 4    | Lorenzo Mata     | 1,1                                                |
| 5    | Francisco García | 1,0                                                |

## Riconoscimenti giocatori
- MVP del torneo:  Gustavo Ayón